# إنريكي ألفاريز
إنريكي ألفاريز (بالإسبانية: Quique Álvarez) (20 يوليو 1975 فيغو إسبانيا - ) هو لاعب كرة قدم إسباني يلعب كمدافع.

## روابط خارجية
- إنريكي ألفاريز على موقع الاتحاد الأوربي (الإنجليزية)
- إنريكي ألفاريز على موقع قاعدة بيانات كرة القدم.إي يو (الإنجليزية)
- إنريكي ألفاريز على موقع عالم كرة القدم.نت (الإنجليزية)